# 布赫继电器

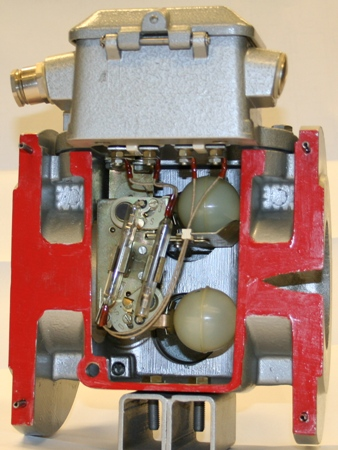
Two ball-shaped floats and two glass-enclosed reed switches are visible inside this cutaway view of a Buchholz relay

在电力分配和传送领域，布赫继电器，也叫瓦斯继电器或压力继电器，是安装在油浸的电力变压器和反应器上的安全装置。其上配有一个外部的置顶油箱称为油枕（conservator）。作为安全装置，布赫继电器对于设备内的电介质故障是非常敏感的。 这种类型的设备的通用名称是“气体检测继电器”。

## 应用
至少从20世纪40年代开始，布赫继电器就已经应用于充油电力和配电变压器。在安装时，适当安排变压器上储油柜和油箱之间的油管，可以使油箱中产生的任何气体都向上流向储油柜和布赫继电器，从而使继电器能检测到气体。

## 工作原理
根据型号的不同，布赫继电器通过不同的方法检测变压器故障。由变压器轻微过载或绝缘油分解产生的气体，聚集在继电器顶部，迫使油位下降。这时，继电器内的一个浮动开关会发出警报信号。有的设计还会增加第二个浮动开关，来检测缓慢的绝缘油泄漏。
电弧形成时，气体快速积累，油迅速流入油枕中。油流会使油路中叶片上的一个开关动作，此时一个断路器会切断电路来隔离设备，以确保不会有更大的损伤。布赫继电器有一个测试口，测试时聚集的气体可以从此口散出。如果在继电器中发现可燃气体，这说明有内部故障，比如过热或者电弧作用；而继电器内的空气只说明油位低或者有漏油。
通过连接的气体取样装置，控制也可以放在地面。 根据要求，Buchholz继电器有一个法兰或螺纹连接。 经典的Buchholz继电器必须符合DIN EN 50216-2标准的要求。 根据要求，它最多配备四个（每个浮子两个）开关或转换开关，这些开关可以发光或关闭变压器。

## 错误名称
布赫继电器由麦克斯·布赫（Max Buchholz）（1875-1956）在1921年研制。至少从20世纪40年代起就开始在大功率变压器上应用。
其他名称如beechwood relay或beech relay系德语的错译。